# Дългоопашата риба тон
Дългоопашатата риба тон (Thunnus tonggol) е вид бодлоперка от семейство Скумриеви, ценна търговска риба.

## Разпространение и местообитание
Видът е разпространен в Австралия, Бруней, Виетнам, Джибути, Еритрея, Йемен, Индия, Индонезия, Иран, Малайзия, Малдиви, Мианмар, Мозамбик, Обединени арабски емирства, Оман, Пакистан, Папуа Нова Гвинея, Провинции в КНР, Сингапур, Сомалия, Тайван, Тайланд, Филипини, Шри Ланка и Япония.
Обитава крайбрежията на морета и заливи в райони с тропически и субтропически климат.

## Описание
На дължина достигат до 1,5 m, а теглото им е максимум 35,9 kg. Тялото е с форма на торпедо, удължено, високо в средната част и рязко стесняващо се към опашнката. Главата е голяма, долната челюст стърчи малко напред. Първата гръбна перка има 12 – 14 твърди лъча, а втората гръбна перка има 14 – 15 меки лъча. Между вторите гръбни и опашни перки има 8 – 9 малки допълнителни перки. Аналната перка е с 13 – 14 меки лъча. Между аналните и опашните перки има 8 – 9 допълнителни перки. Опашната перка е силно назъбена, с месечна форма. Втората гръбна перка е малко по-висока от първата. Гръдните перки са дълги, но не достигат до вертикалата от началото на основата на втората гръбна перка. Гърбът е син, отстрани и коремът са сребристо бели. Гръбните, гръдните и тазовите перки са черни. Перките на аксесоарите са жълти със сиви ръбове. На първата клонна дъга има 20 – 25 клонови тичинки. В страничната линия има 210 – 220 везни. Няма плувен мехур или той е елементарен. Черният дроб е без радиална ивица.

## Биология
Дългоопашатата риба тон има добре развити кръвоносни съдове в кожата и страничните мускули на тялото и кръв, богата на хемоглобин. Телесната температура по време на активно плуване е с няколко градуса по-висока от температурата на водата.

## Хранене
Менюто се състои от разнообразие от пелагични риби, като атерини и саргани, главоноги и ракообразни. Понякога дългоопашатите риби тон се втурват в ята хищни риби, изстрелвайки спрей.

## Риболов
Тонът с дълга опашка е ценна търговска риба. Тя има крехко, почти бяло месо, което е добро за консервиране. Риболовни райони: Западна част на Тихия океан и Индийския океан. Повече от 60 % от улова идва от Индийския океан. Интересна е за любителите риболовци. Максималното тегло на трофейна риба е 35,9 кг. Няма достатъчно данни за оценка на състоянието на опазване от Международния съюз за опазване на природата.
| Година            | 2004  | 2005  | 2006  | 2007  | 2008  | 2009  | 2010  | 2011  | 2012  | 2013  | 2014  |
| Улов, хиляди тона | 221,8 | 245,4 | 266,8 | 251,0 | 226,2 | 251,4 | 289,0 | 238,8 | 260,4 | 244,3 | 204,3 |